# Methylaluminoxan

Struktur eines linearen Methylaluminoxan-Oligomers

Methylaluminoxan oder MAO ist ein von Walter Kaminsky und Hansjörg Sinn eingeführter Cokatalysator für hochaktive Ziegler-Natta-Katalysatoren (Kaminsky-Katalysatoren) auf Metallocen-Basis. 

## Herstellung
MAO wird durch die partielle Hydrolyse von Trimethylaluminium mit
hydratisierten Salzen (z. B. Al2(SO4)3 · 18 H2O) oder durch kontrollierte Zugabe von Eis hergestellt. 
Eine definierte Struktur für MAO kann nicht angegeben werden, es handelt sich viel mehr um eine Mischung aus linearen, cyclischen und komplexen polycyclischen Einheiten. Diese Oligomere weisen eine mittlere Molmasse von ca. 1000 g·mol−1 auf.

## Eigenschaften
MAO ist pyrophor und reagiert außerdem heftig mit Substanzen, die acide Protonen haben. Verwendung findet MAO in Lösung von aromatischen Kohlenwasserstoffen auf Grund guter Löslichkeit. Gewöhnlich wird es als eine Lösung in Toluol verkauft, aber auch Xylol, Cumol oder Mesitylen stellen gute Lösungsmittel dar. Die Löslichkeit von MAO hängt stark vom Gehalt an Trimethylaluminium ab, welches üblicherweise als Precursor in Anteilen bis zu fünf Gewichtsprozent der Lösung enthalten ist. Eine MAO-Toluol-Lösung ist klar bis trüb und reagiert mit Luft unter Bildung dichten Rauches.
Die Struktur von MAO ist wenig bekannt, vermutlich bildet es eine Vielzahl verschiedener Oligomere in Lösung aus.

## Anwendung
MAO wird als Cokatalysator für die Olefin-Polymerisation mit Metallocen-Komplexen eingesetzt. Es wird angenommen, dass MAO das Metallocendichlorid durch Di-Methylierung und anschließender Abstraktion eines Methylanions in eine hochaktive, kationische Metallocenmethyl-Spezies überführt.
Im Ziegler-Natta-Verfahren besitzt Methylaluminoxan drei Funktionen:
- Es alkyliert das Übergangsmetall
- Es wirkt als Lewis-Säure und erzeugt eine unbesetzte Koordinationsstelle durch Abspaltung eines Halogenid- oder Alkyl-Anions
- Es wirkt als Reinigungsmittel, indem es mit Verunreinigungen (H2O, CO2) reagiert[3]